# 荒尾世就
荒尾 世就（あらお つぐなり）は、江戸時代後期の鳥取藩家老。倉吉荒尾家9代。

## 略歴
天保3年（1832年）、鳥取藩家老、倉吉領主荒尾為就の三男として生まれる。
為就の嫡男であった兄隆就が早世し、その子の直就が嫡孫として世継となっていたが、為就の侍女で世就の生母の歌浦が、自らの子を世継にするため、直就の母保寿院を毒殺し、さらに直就も毒殺しようと謀った。薬の効き目が薄く、直就は命を取り留めたものの、病身となり廃嫡となる。そのため世就が世継と定められる。嘉永元年（1848年）、父の隠居により家督相続する。
家老として藩主池田慶徳に仕えた。父為就と同じく歌道に秀でる。安政3年（1856年）死去、享年25。家督は直就が相続した。